# Namsos
Namsos és un municipi situat al comtat de Trøndelag, Noruega. Té 12,906 habitants i té una superfície de 777.89 km². El centre administratiu del municipi és el poble homònim.

## Etimologia
La primera part del nom prové del riu Namsen. L'últim element és os, que significa la "desembocadura del riu".

## Història

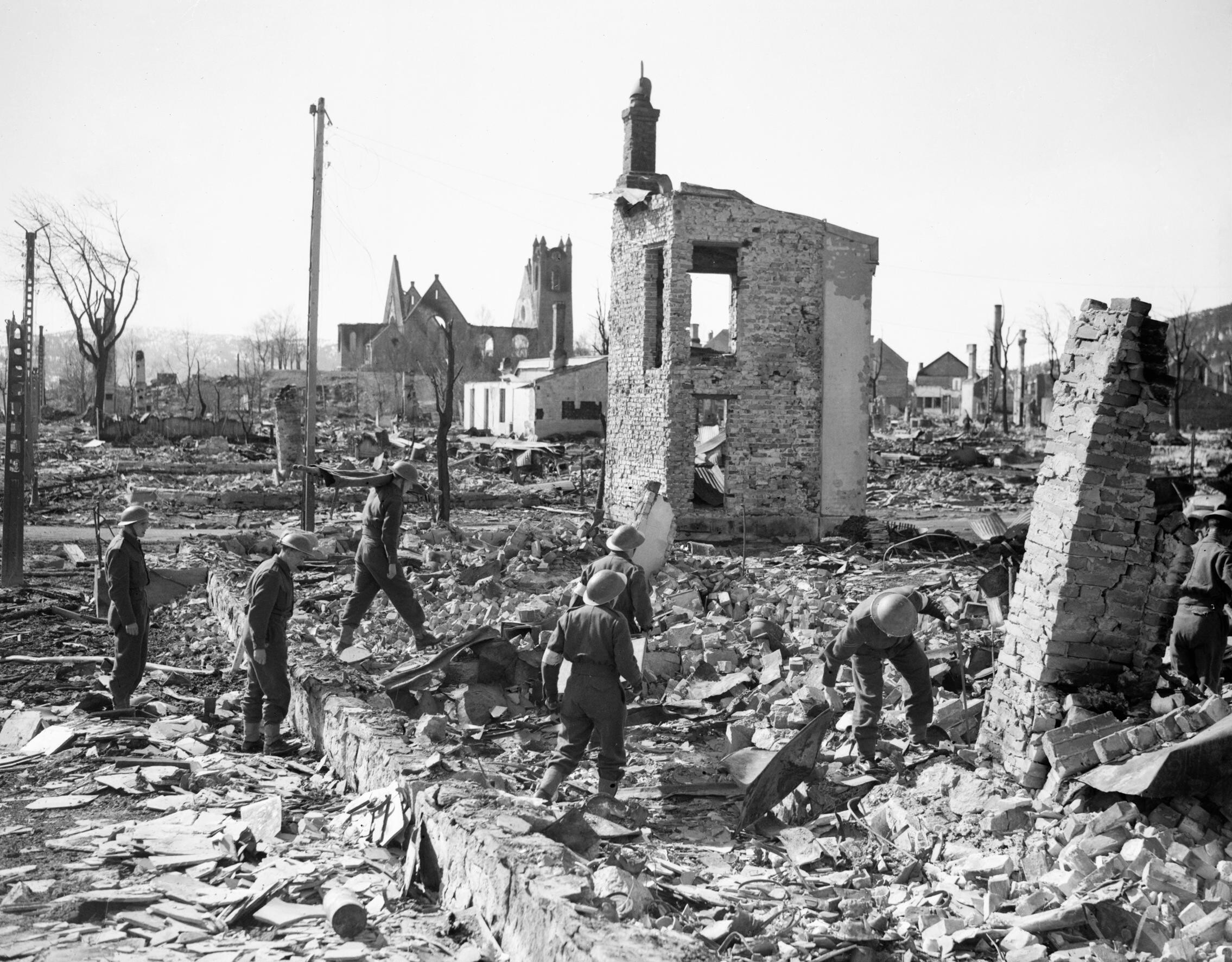
La ciutat l'abril del 1940, després del bombardeig alemany.

La ciutat fou fundada el 1845. La construcció predominant és la de cases de fusta, motiu pel qual ha patit incendis importants al llarg de la seva curta història en tres ocasions. La primera, el 1872, fou causada per dos nens que jugaven amb llumins. El segon incendi va ser el 1897, per causes desconegudes. La tercera vegada va ocórrer durant la Segona Guerra Mundial quan la ciutat va ser bombardejada per l'aviació alemanya el 20 d'abril de 1940.

### Escut d'armes
L'escut d'armes és moderns. Se'ls hi va concedir el 5 de maig de 1961. Van ser renovats el 21 d'octubre de 1966, quan un poble va ser annexat per Namsos. L'escut mostra un cap d'ant daurat sobre un fons vermell. L'ant va ser triat com a símbol del municipi, ja que Namsos és la capital de la boscosa regió de Namdalen i allí l'ant és considerat el "rei del bosc".

## Geografia

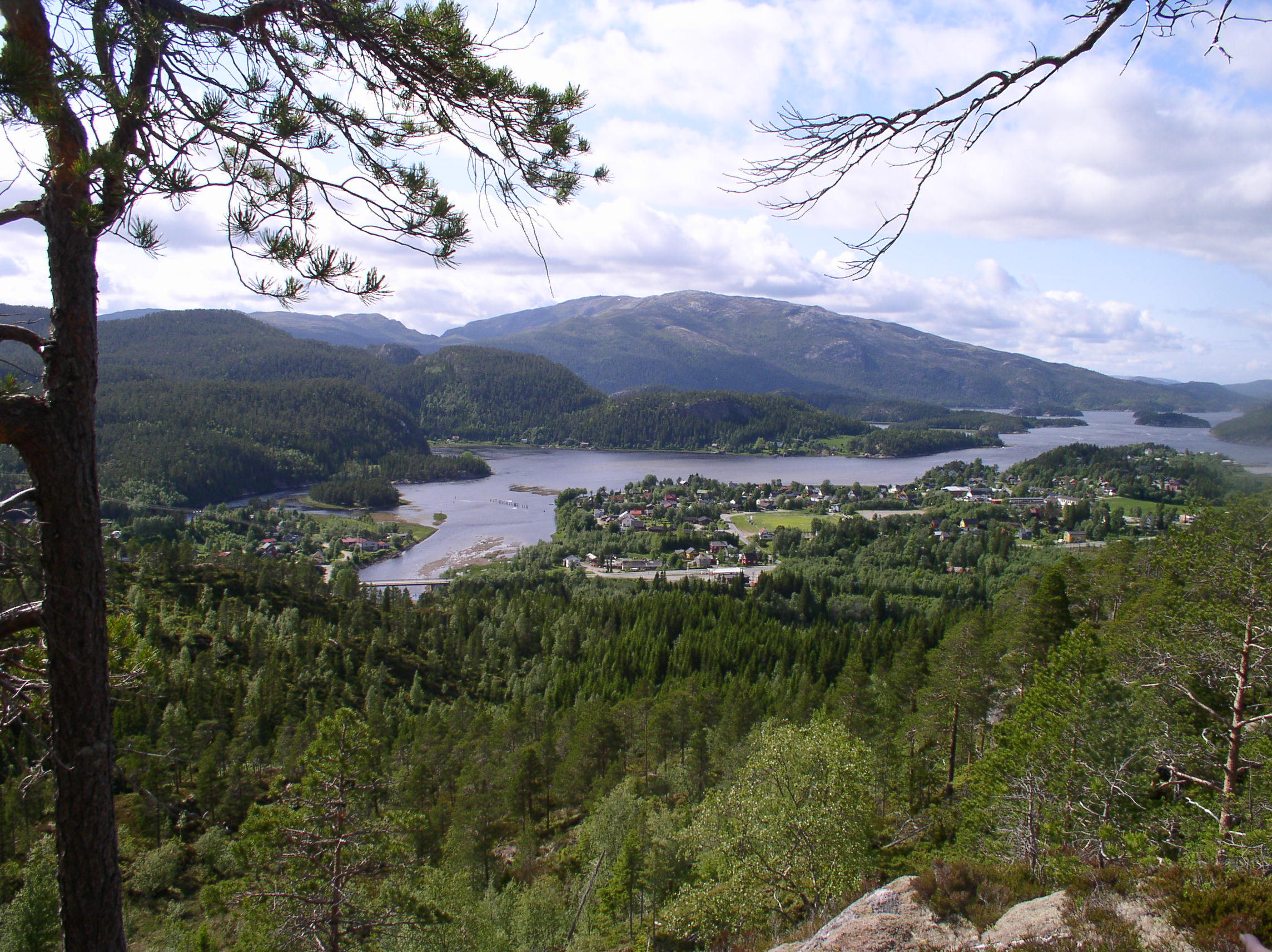
Zona boscos del municipi, prop de la riba del fiord de Namsen.

La ciutat està situada en una petita badia, a uns 24 quilòmetres del mar, prop del cap del fiord de Namsen i en la desembocadura del riu Namsen, un dels rius de salmons més bons d'Europa. El municipi també inclou les illes d'Otterøya i Hoddøya, així com el sud-oest de l'illa d'Elvalandet.
La part principal de la ciutat està construïda sobre un petit promontori, de baixa altitud que s'estén a la badia. Al nord, els baixos turons boscosos s'eleven bastant abruptament a més de 200 metres. Hi ha un punt de vista dels turons de la ciutat que es diu Klompen amb una alçada de 114 metres (374 peus) amb un camí per als cotxes fins a la part superior que està oberta tots els estius. Cap a l'est s'estén l'àmplia vall de Namdalen. Al sud de la badia i de la boca del riu Namsen hi ha turons que arriben 440 metres.

### Clima
El clima és generalment marítim. La temperatura mitjana al gener és de -2,4 °C i al juliol és de 13,3 °C. La temperatura mitjana anual és de 5 °C i la precipitació anual és de 1.340 mil·límetres.

## Transports

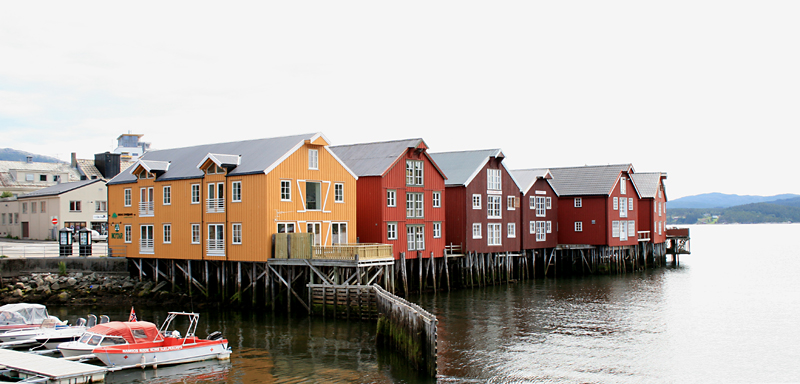
Cases de Namsen davant del mar.

L'aeroport de Namsos està situat als afores de la ciutat de Namsos, a uns 3 km de la ciutat, amb vols directes a Trondheim, Rørvik, Mosjøen i Bodø. La Carretera Comtal Noruega 17 transcorre per part del municipi. L'antiga línia de ferrocarril de Namsos anava de Namsos a Grong. L'illa d'Otterøya està connectada al continent pel pont de Lokkaren.